# Игра в жмурики (пьеса)
«Игра в жмурики» — пьеса Михаила Волохова, написанная им в 1987 году в Париже. Пьеса «Игра в жмурики» положила начало российской традиции использования мата на сцене.

## Сюжет
Два молодых человека – интеллигент - Феликс и работяга – Аркадий. Проживают сценическое время в замкнутом пространстве -
в подсобке больничного морга. О чем они говорят  -  похоже на калейдоскоп.
Минута – и перед тобой уже совсем иной рисунок, хоть и состоящий из тех же стекляшек: КГБ, ЦРУ, дочки Аркадия, поэма Феликса, кенар в клетке. Возвышение и унижение. Дикая жадность, хамство. Секунды человеческой доброты. Убийства – реальные? Придуманные?
И наконец - нелепая смерть на наших глазах.
Всё бежит, летит и скачет. Хоть сцена вся длинною в два шага.
И непрерывный разговор двоих: друг друга ненавидящих, но почему-то сошедшихся в одной ночной смене за разговором под коньяк и квашеную капусту из пищеблока.

Они разговаривают матом.
Однако в спектакле «Игра в жмурики» (накоротке будь сказано, отлично и с поразительным, как это ни прозвучит парадоксально, тактом поставленном Андреем Житинкиным из Театра им. Моссовета…) мат — это не шибающая пряной гнилью в нос приправа, не агрессивный и тщеславный эпатаж, не жажда потрафить моде, а сам материал, естественный и, увы, органичный не только для пьесы, но и для самой нашей сегодняшней повседневности. Через минуту-другую после начала спектакля перестаешь слышать матерную речь, вернее, перестаешь воспринимать ее как нечто чуждое и враждебное театру, погружаясь вместе с героями пьесы на такое дно, на такую глубину человеческого несчастья и страдания, что, вновь всплывая на поверхность, мат уже кажется просто признаком чего-то вроде кессонной болезни всего общества.
Тут он — художественная среда, художественное средство, 
и я смеялся вместе с персонажами, проливал слезы над трагически-безысходной их — и нашей общей — судьбою. То было настоящее, честное, без кукиша в кармане искусство — и плевать мне было на то, что большая толика произносимых со сцены слов были матерными.
Сходите и вы на спектакль, мои единоверцы — «гиперморалисты», и нос к носу столкнетесь с еще одним вопросом без ответа: материться иль не материться? Впрочем, сегодня, пожалуй, для всех нас насущнее другой, давний и столь же безответный — и не к одному только искусству обращенный: «быть или не быть?..»
— Юлиу ЭДЛИС драматург, прозаик, «Культура», 6.03.1993.

## Постановки в театре
«Игра в жмурики» была практически одновременно поставлена в Москве и Париже в 1993 году. В Москве «Игру в жмурики» поставил Андрей Житинкин на сцене Театра Моссовета с блестящими ленкомовскими актерами Андреем Соколовым и Сергеем Чонишвили. Продюсером спектакля выступила компания Независимый театральный проект. В дальнейшем в этом спектакле «Игра в жмурики» играли ещё Олег Фомин и Дмитрий Марьянов.
Успех к Волохову пришёл в Париже. Его пьеса «Игра в жмурики» "Cache-cache avec la mort" при содействии Эжена Ионеско, с которым Волохов был дружен, была поставлена Бернаром Собелем (Bernard Sobel) с Дени Лаваном (Deni Lavant) и Югом Кестером (Hugues Quester) на французском языке - сначала во Франции, потом на немецком языке - с Армином Роде (Armin Rohde) и Михаилом Вебером (Michail Weber) - в Германии. При этом в Париже Бернар Собель ставил «Игру в жмурики» в формате Трилогии
: 
1. Чехов (‘The Cherry Orchard’ by Chekhov (1903)) — «Вишневый сад» режиссёр Stéphane André Braunschweig.
2. Бабель — «Мария» (‘Maria’ by Babel (1933)) — режиссёр Бернар Собель.
3. Волохов «Игра в жмурики» (1989) ("Cache-cache avec la mort" de Mikhail Volokhov (1989)) — режиссёр Бернар Собель.

Также "Игру в жмурики" 'Blindekuh' ставил в Швейцарии режиссёр Марко Жиакопуцци (Marco Giacopuzzi).
Авторский фильм Михаила Волохова по его же пьесе «Вышка Чикатило» (2005) стал участником XXVII Московского международного кинофестиваля в программе «Альтернативное российское кино» и фестиваля «Авангардного кино» в Ницце (2007).
- «Вышка Чикатило» (2005) — авторский фильм М. Волохова

«Вышка Чикатило» — пьеса Михаила Волохова написанная им в 1996 году в Париже.
- Михаилу Волохову — 70: Театр на грани безумия и гениальности.

По пьесе Михаила Волохова "И в Париж" и «Лесбияночки шума цунами» Миком Саловым был поставлен также спектакль. Костюмы к этим спектаклям создал Вячеслав Зайцев.
- «Лесбияночки шума цунами» (2012) М. Волохов

## Критика[11]
Михаил Волохов — один из самых самобытных российских драматургов, чьи пьесы (ввиду непривычности их сюжетов и лексики) вызывают порой неоднозначные оценки критиков, но всегда и однозначно — большой интерес зрителей.
— Григорий Горин Игра драматургии

Авангардизм Волохова состоит в том, что он, впитав в себя школу западного театра абсурда, оставаясь при этом глубоко русским классическим писателем, — не занимается в отличие от прочих современных литераторов диагностикой окружающего зла, а просто встраивает это наше зло в структуры Мировой Фатальности, доводя до абсолюта завет Станиславского о правде жизни.
— Андрей Житинкин Диалог с абсурдом.

После просмотра спектакля «Игра в жмурики» в постановке мэтра французского театра Бернара Собеля с Дени Лаваном и Югом Кестером — несомненно одно — Михаил Волохов принадлежит к плеяде писателей, пишущих очень сгущенными метафоричными красками, который никогда не набрасывает узды на своё воображение в виде комплекса или самоцензуры. Автор, который пишет о том, о чём другие только думают, но никогда не формулируют.
— Оливье Шмидт «Ле Монд»